# Psellidotus hieroglyphicus
Psellidotus hieroglyphicus är en tvåvingeart som först beskrevs av Olivier 1811.  Psellidotus hieroglyphicus ingår i släktet Psellidotus och familjen vapenflugor. Inga underarter finns listade i Catalogue of Life.